# Henrik Juul Jensen
 Der er flere personer med dette navn, se Henrik Jensen.
Henrik Juul Jensen (født 1943 i København) er musiker, sanger, forfatter, journalist og cand. mag. i dansk og religionshistorie.
Juul Jensen har været redaktør og journalist på månedsbladet Press, og konsulent for miljøorganisationen NOAH. Har siden 1994 været tilknyttet Danmarks Radio-P1 som freelance-journalist.

## Radiomontager (DR P1)
- ”Den magiske cirkel” (Den svenske forfatter Per Olov Enquist).
- “Profession: Politiker” (Om statsministerparret Poul Nyrup Rasmussen & Lone Dybkjær).
- “Portræt af en gammel snyder” (Klaus Rifbjerg).
- “Lektor Petersens kvababbelser” (Om befrielse og afmagt i den danske gymnasieskole).
- “Kamæleonen” (Om en sort, dansk luder som opsøger sin skæbne i Berlin).
- “En skuespillers rejse” (Om skuespillets kunst og Stina Ekblad, den finsk-svenske skuespiller fra Dramaten i Stockholm).
- “Gyldendal og gangerpilten” (Om forlaget Gyldendal og Kurt Fromberg i den sidste halvdel af det 20. århundrede).
- “Poetry is a form of mourning – at digte er en klagesang” (Om den amerikanske digter Mark Strand, Pulitzerprisen 1999 for digtsamlingen “Blizzard of one” (da. 'Et stykke af snestormen').
- “Geniet fra Maine” (Om den amerikanske maler Neil Welliver og hans metode).
- ”Bastarddigteren fra Malaysia” (Om den engelske immigrantdigter Francesca Beard).

## Kortere radiomontager (DR P1)
Serien ”Pausen i fortællekunsten":
- Romanforfatterens fortælling: ”I Bannisters seng” (Kirsten Hammann).
- Komponistens fortælling: ”Fedtmules tragt” (Karl Aage Rasmussen).
- Lyrikerens fortælling: ”Det mine digte drømmer om” (Pia Juul).
- Teaterinstruktørens fortælling: ”Fortielsens teater” (Staffan Waldemar Holm).
- Soldatens og krigens fortælling: ”Den store dramaturg” (K.G. Hillingsøe).
- Filminstruktørens fortælling: ”Uskyldens smerte” (Annette K. Olesen).
- Filosoffens fortælling: ”Gudernes mumlen” (Laurits Lauritsen, psykoanalytiker og filosof).
- Atletens fortælling: ”Drengen fra Thisted” (Jesper Grønkjær, fodboldspiller).
- Nydelsens fortælling (kokken Mikael Christensen på Svinkløv Badehotel).
- Immigrantens fortælling: ”Den røde tråd” (Linda Salim fra Yemen).
- Forbrydelsens fortælling (Per Kanding, forhenværende chef for Rejseholdet).
- Dommerens fortælling (”Frihedsgudinden”, Tine Thomassen, byretsdommer).

- Essay i Information om radiomontagen: ”Med lyden for øjnene”.